# Моллі Флай
Мері Едіт Маккі, у шлюбі Флай, відома як Моллі (1847–1925) — американська фотографка, співзасновниця та керівниця фотостудії Fly's Photography Gallery у Тумстоуні, штат Аризона. Одноосібно керувала студією протягом 10 років після смерті чоловіка. У цей період жінок-фотографок було дуже мало, і її внески були визнані в 1989 році, з внесенням у Жіночий зал слави Аризони.

## Життєпис
Мері Едіт Маккі народилася в 1847 році і переїхала до Сан-Франциско з родиною наприкінці 1850-х.  Мало що відомо про її раннє життя, і нічого не відомо про те, як вона здобула фотографічну підготовку.
Вона двічі вступала в шлюб: щ Семюелем Д. Гудрічем (розлучилася через два роки);  у 1879 році з фотографом Камілусом Сідні "Баком" Флаєм в Сан-Франциско; згодом вони удочерили дівчинку Кіті.

## Фотокар’єра
У 1879 році Моллі Флай переїхала до містечка Тумстоун в території Аризона та створила з чоловіком фотостудію. Спочатку вона розміщувалася в наметі, але до середини 1880 року вони побудували 12-кімнатний пансіонат за адресою 312 Fremont St.. У 1881 році перестрілка біля загону О-Кей відбулася біля їхнього пансіонату, і Айк Клантон втік через пансіонат під час бою.

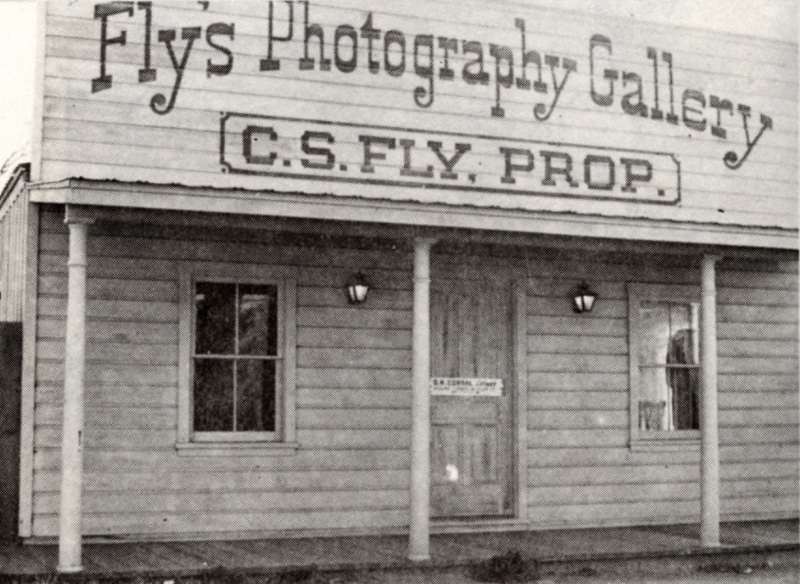
Fly's Photography Gallery (до 1912 р.). Сучасна реконструкція існує в Тумстоуні.

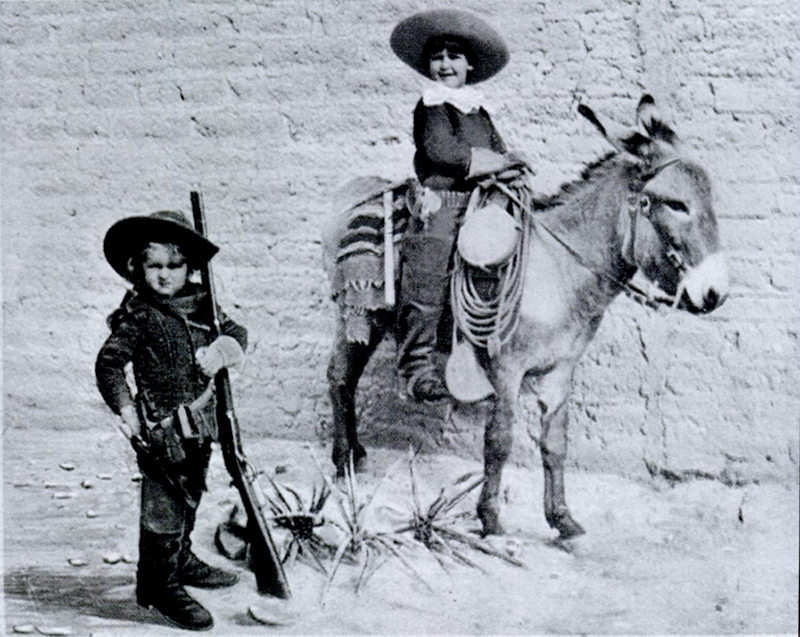
Фотографічна листівка Моллі Флай, з написом "Аризонські шукачі, Тумстоун" (до 1912 р.). Один з небагатьох прикладів її роботи, що збереглися.

Моллі Флай часто керувала і пансіонатом, і Фотогалереєю Флаїв, роблячи студійні портрети за 35 центів за штуку, під час численних фотоекспедицій чоловіка. При цьому невідомо, скільки фотографій вона зробила, оскільки майже всі відомі зображення з Галереї Флаїв приписують її чоловікові. Є кілька збережених листівок вуличних сцен, які приписують власне Моллі Флай.
Чоловік став алкоголіком, і Флай на деякий час залишила його в 1887 р. Наприкінці 1880-х років Тумстоун переживав спад економіки, тому в 1893 році Флаї переїхали до Фініксу, штат Аризона, і відкрили нову фотостудію. Цей бізнес провалився, і вони повернулися до Тумстоуну через рік.
Флай знову розійшлася з чоловіком наприкінці 1890-х, тоді Бак відкрив студію в гірничому містечку Бісбі, Аризона. Тут сталася перша з двох пожеж, які знищили значну частину колекції негативів Флаїв зі скляних пластин; втрачені негативи знаходилися на зберіганні на складі товарної компанії Phelps Dodge.
Поки чоловік був у Бісбі, Флай керувала студією в Тумстоуні самостійно, що й продовжувала робити ще десять років після його смерті у 1901 р. В 1905 році вона опублікувала колекцію фотографій чоловіка під назвою «Scenes in Geronimo’s Camp: The Apache Outlaw and Murderer.»

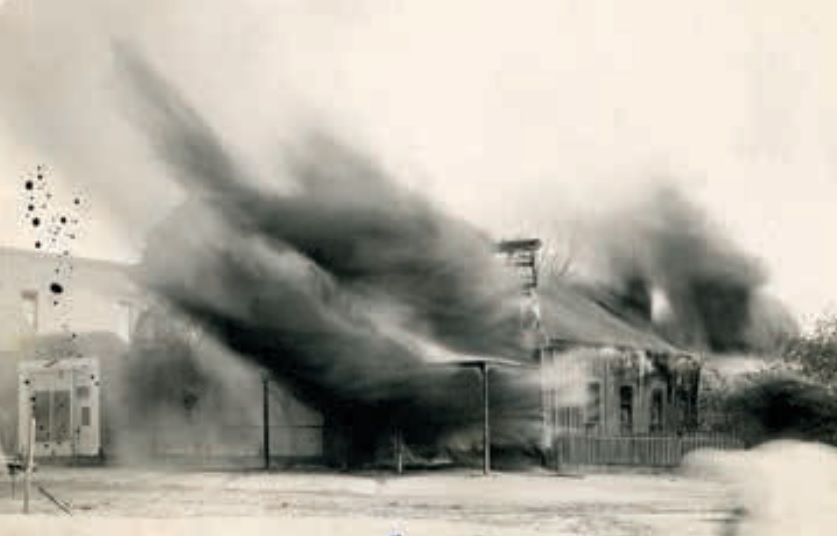
Фотостудія Флаїв горіла в липні 1915 року. Фотографія Моллі Флай.

Флай покинула роботу в 1912 році, а через три роки пожежа спалила студію дотла. Вона переїхала до Лос-Анджелеса, де і померла в 1925 році. Багато негативів Флаїв було знищено під час пожеж, але Флай передала свою колекцію фотонегативів, що залишилася, Смітсонівському інституту у Вашингтоні, округ Колумбія.

## У популярній культурі
- Флай - персонаж роману Ромена Вільгельмсена Buckskin and Satin 1999 року.
- Флай - персонаж роману Маргарет Матер 2009 року What Might Have Been.